# Billboard Hot 100

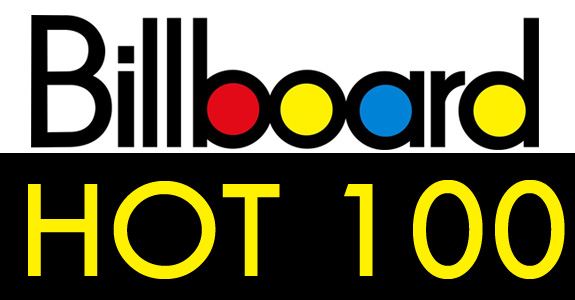
Billboard Hot 100

El Billboard Hot 100, establert per la revista Billboard magazine, és la classificació setmanal de les 100 cançons és populars (vendes de singles i difusió en la ràdio) als Estats Units, en qualsevol categoria musical.
Aquesta classificació es va crear el 1958, comprèn únicament les vendes en singles, des de la dècada de 1990 la indústria musical nord-americana promou les cançons sense fer sortir singles.

## Rècords
Heus ací una llista amb col·laboracions (featurings) incloses, d'alguns rècords establerts des de la creació del Billboard Hot 100 el 1958. Actualitzada a gener de 2012.

### Per cançó

#### Major nombre de setmanes número 1
| Setmanes | Títol(s) |
| -------- | --- |
| 16       | - Mariah Carey i Boyz II Men — "One Sweet Day" (1995-1996) |
| 14       | - Whitney Houston — "I Will Always Love You" (1992-1993) - Boyz II Men — "I'll Make Love to You" (1994) - Los del Río — "Macarena" (Bayside Boys mix) (1996) - Elton John — "Candle in the Wind 1997" / "Something About the Way You Look Tonight" (1997-1998) - Mariah Carey — "We Belong Together" (2005) - The Black Eyed Peas — "I Gotta Feeling" (2009) |
| 13       | - Boyz II Men — "End of the Road" (1992) - Brandy and Monica — "The Boy Is Mine" (1998) |
| 12       | - Carlos Santana featuring Rob Thomas — "Smooth" (1999-2000) - Eminem — "Lose Yourself" (2002-2003) - Usher featuring Lil Jon and Ludacris — "Yeah!" (2004) - The Black Eyed Peas — "Boom Boom Pow" (2009) |
| 11       | - Elvis Presley — "Hound Dog" / "Don't Be Cruel" (1956) - All-4-One — "I Swear" (1994) - Toni Braxton — "Un-Break My Heart" (1996-1997) - Puff Daddy i Faith Evans featuring 112 — "I'll Be Missing You" (1997) - Destiny's Child — "Independent Women Part I" (2000-2001)                                                                                   |

#### Cançons no anglòfones número 1
| Any  | idioma            | Cançó                             | Artista                                     | Observacions                                       |
| ---- | ----------------- | --------------------------------- | ------------------------------------------- | -------------------------------------------------- |
| 1958 | italià            | "Nel Blu Dipinto Di Blu (Volare)" | Domenico Modugno (Itàlia)                   | Número 1 durant 5 setmanes no consecutives.        |
| 1963 | japonès           | "Sukiyaki"                        | Kyu Sakamoto (Japó)                         | Numero 1 durant 3 setmanes                         |
| 1963 | francès           | "Dominique"                       | Soeur Sourire aka The Singing Nun (Bèlgica) | Durant 4 setmanes, tot el mes de desembre de 1963. |
| 1986 | alemany i anglès  | "Rock me Amadeus"                 | Falco (Àustria)                             | Durant tres setmanes.                              |
| 1987 | castellà          | "La Bamba"                        | Los Lobos (Estats Units)                    | Durant tres setmanes.                              |
| 1996 | castellà i anglès | "Macarena (Bayside Boys Mix)"     | Los del Rio (Espanya)                       | Durant 14 setmanes.                                |

### Per artista

#### El major nombre de cançons número 1
- The Beatles (20)
- Mariah Carey (18)
- Elvis Presley (17)
- Michael Jackson (13)
- Madonna (12)
- Rihanna (11)
- Whitney Houston (11)
- Janet Jackson (10)
- Stevie Wonder (10)

#### Major nombre de setmanes número 1
- Glee (113)
- Elvis Presley (79)
- Mariah Carey (79)
- The Beatles (59)
- Boyz II Men (50)
- Usher (47)
- Rihanna (43)
- Michael Jackson (37)
- Beyoncé (37)
- Elton John (34)